# Czerna (Natura 2000)
Czerna (PLH120034) – specjalny obszar ochrony siedlisk położony w miejscowości Czerna, w gminie Krzeszowice, na Wyżynie Olkuskiej. Zajmuje powierzchnię 76,39 ha. Obszar leży w granicach Parku Krajobrazowego Dolinki Krakowskie. Ponad połowę jego powierzchni (50,7%) chroni jednocześnie rezerwat przyrody „Dolina Eliaszówki”.
Obszar „Czerna” został zatwierdzony jako obszar mający znaczenie dla Wspólnoty w marcu 2009 na mocy decyzji Komisji Europejskiej z 12 grudnia 2008. Rozporządzeniem Ministra Środowiska z dnia 16 marca 2017 formalnie zatwierdzono go jako specjalny obszar ochrony siedlisk. W 2014 dla obszaru ustanowiono plan zadań ochronnych.
Obszar obejmuje kolonie rozrodcze dwóch gatunków nietoperzy z załącznika II dyrektywy siedliskowej: podkowca małego (Rhinolophus hipposideros) zlokalizowaną w piwnicach klasztoru w Czernej i nocka orzęsionego (Myotis emarginatus) zlokalizowaną na jego strychu, a także ich żerowiska i zimowiska. Występuje tu także inny gatunek nietoperzy: nocek duży (Myotis myotis). Dodatkowo, w najbliższym sąsiedztwie klasztoru występuje żyzna buczyna karpacka oraz buczyna kwaśna – siedliska z załącznika I.